# Кондратович, Захар Сергеевич
Захар Сергеевич Кондратович (бел. Захар Сяргеевіч Кандратовіч; род. 18 января 2001, Минск) — белорусский футболист, полузащитник клуба «Слоним-2017».

## Карьера

### Начало карьеры
Воспитанник футбольной академии «Минска». Вместе с клубом принимал участие в юношеской лиге УЕФА. В начале 2019 года футболист перебрался в «Смолевичи», где стал выступать за дублирующий состав. В апреле 2021 года стал игроком дзержинского «Арсенала».

### «Островец»
В марте 2022 года футболист пополнил ряды «Островца». Дебютировал за клуб 9 апреля 2022 года в матче против «Молодечно-2018». Дебютный гол за клуб забил 14 мая 2022 года в матче против петриковского «Шахтёра». Футболист на протяжении сезона был одним из ключевых игроков в клубе, вместе с которым закончил чемпионат на 5 итоговом месте. По окончании сезона покинул островецкий клуб.

### «Нафтан»
В январе 2023 года футболист находился в распоряжении новополоцкого «Нафтана». В феврале 2023 года футболист официально присоединился к клуба, подписав контракт до конца сезона. Сезон футболист начинал в дублирующем составе клуба. Дебютировал за основную команду 22 апреля 2023 года в матче против минского «Динамо», выйдя на замену на 70 минуте. По итогу первой половины сезона провёл за новополоцкий клуб 4 матча в рамках чемпионата.

### «Барановичи»
В августе 2023 года футболист присоединился к «Барановичам». Дебютировал за клуб 11 августа 2023 года в матче против «Островца», выйдя на поле в стартовом составе. Футболист провёл за клуб всего лишь 4 матча, результативными действиями не отличившись, выбыв из распоряжения в середине сентября 2023 года. По итогу сезона вместе с клубом занял итоговое шестое место в чемпионате.

### «Слоним-2017»
В феврале 2024 года футболист на правах свободного агента перешёл в «Слоним-2017».